# Marina Doria
Marina Doria, ook Marina Ricolfi Doria, (Genève, 12 februari 1935) is een Zwitserse voormalige waterskiër. Ze nam drie keer deel aan de wereldkampioenschappen waterskiën en won gouden medailles in 1955 en 1957. Van 1953 tot 1956 won ze achtereenvolgens de algemene titel in de Europese kampioenschappen waterskiën en won ze vijf Zwitserse nationale titels. In 1991 werd ze opgenomen in de International Water Ski Federation Hall of Fame.
Ze huwde met Vittorio Emanuele, prins van Napels, de zoon van de laatste koning en koningin van Italië, Umberto II en Marie José. Ze hebben één zoon, Emanuele Filiberto van Savoye, Prins van Venetië.

## Carrière
Ricolfi Doria werd geboren in Genève op 12 februari 1935, haar ouders waren Iris Benvenuti en René Ricolfi-Doria, een Zwitserse olympische atleet. In 1955 ging ze waterskiën in Cypress Gardens, in Florida in de Verenigde Staten. Ze nam drie keer deel aan de wereldkampioenschappen waterskiën, in 1953, in 1955 en in 1957. In 1955 won ze de gouden medaille voor Tricks en in 1957 won ze goud in zowel Slalom als Tricks en werd daarmee wereldkampioen bij de vrouwen. Ze won de algemene titel in de Europese kampioenschappen elk jaar van 1953 tot 1956, en pakte vijf of meer algemene Zwitserse nationale titels. In 1991 werd Ricolfi-Doria opgenomen in de Hall of Fame van de International Water Ski Federation, als de "beste vrouwelijke skiër uit Europa van het eerste decennium van de internationale competitie". Ze bleef actief als waterskiër tot 1960.

## Huwelijk
Ricolfi-Doria ontmoette Vittorio Emanuele, Prins van Napels in 1960 op de Société Nautique de Genève, waar ze beiden aan het waterskiën waren, zelf was ze toen nog in een relatie met Gunter Sachs. Ze huwde Vittorio Emanuele in een rooms-katholieke kerk in Teheran, Iran, in de herfst van 1971 na een elf jaar durende verloving, hun huwelijk was aangekondigd tijdens de 2500-jarige viering van het Perzische Rijk in Persepolis. Ze hebben één zoon, Emanuele Filiberto van Savoye, Prins van Venetië.
Als vrouw van het hoofd van het Huis Savoye heeft ze recht op het Privilège du blanc, de mogelijkheid om wit te dragen tijdens een audiëntie bij de paus. Ze maakte gebruik van het privilege op 18 mei 2003 tijdens een katholieke mis ter gelegenheid van de verjaardag van paus Johannes Paulus II.

## Eretekens
- Heilige Stoel: Grootkruis in de Orde van Pius IX